# God's Clay (film 1928)
God's Clay è un film muto del 1928 diretto da Graham Cutts che ha come interprete principale la ceca Anny Ondra. Fu il secondo adattamento cinematografico del romanzo omonimo di Claude Askew e Alice Askew, già portato sullo schermo nel 1919 con God's Clay, film diretto da Arthur Rooke.

## Produzione
Il film fu prodotto dalla First National-Pathé Pictures.

## Distribuzione
Distribuito dalla First National-Pathé Pictures, il film venne presentato a Londra il 10 agosto 1928, uscendo poi nelle sale l'11 novembre del 1929. In Olanda, fu distribuito con il titolo Het geheim van de rotsen.